# Крундмаэл Эрбуйлк
Крундмаэл Эрбуйлк (Крундмаэл мак Ронайн; др.‑ирл. Crundmáel Erbuilc, Crundmáel mac Rónáin; умер в 656) — король Уи Хеннселайг (Южного Лейнстера) в 647—656 годах и всего Лейнстера до 656 года.

## Биография
Крундмаэл Эрбуйлк был одним из сыновей скончавшегося в 624 году Ронана мак Колмайна, правителя Уи Хеннселайг и, возможно, короля всего Лейнстера.
После смерти короля Ронана мак Колмайна власть над Уи Хеннселайг получил сначала Крундмаэл Болг Луата, павший на поле боя в 628 году, а затем Колгу Болг Луата, погибший в сражении в 647 году. Возможно, победителем Колгу был лейнстерский король Фаэлан мак Колмайн из рода Уи Дунлайнге, ведший в это время войну с правителем Уи Хеннселайг. После гибели Колгу власть над Южным Лейнстером перешла к Крундмаэлу Эрбуйлку. В «Лейнстерской книге» он ошибочно наделён всего четырьмя годами правления над Уи Хеннселайг.
Крундмаэл Эрбуйлк упоминается в списке правителей Лейнстера, сохранившемся в составе «Лейнстерской книги», только как претендент на престол. По данным средневековых источников, лейнстерским монархом в это время был Фаэлан мак Колмайн, скончавшийся в 666 году и правивший королевством тридцать лет. Однако, возможно, смерть Фаэлана должна датироваться более ранним временем, так как в сообщении о смерти Крундмаэла в 656 году в «Анналах Ульстера» тот назван королём всего Лейнстера. В то же время «Анналы Тигернаха» упоминают о Крундмаэле только как о правителе южных областей королевства. Преемником Крундмаэла на престоле Уи Хеннселайг был его брат Куммасках мак Ронайн, правивший, согласно «Лейнстерской книге», шестнадцать лет.
Сыновьями Крундмаэла Эрбуйлка от брака с Файленн инген Суибне из мунстерских десси были Аэд Рон, Фиахра и Колгу. Первый из них стал основателем рода правителей небольшого лейнстерского королевства Уи Дрона, земли которого находились на территории современного графства Карлоу. Правнук второго, Аэд мак Колгген, также как и его предок был королём Лейнстера. Дочь Крундмаэла, Эйтне, вышла замуж за Файльбе мак Домнайлла из рода Уи Байррхе.